# Ульянов, Дмитрий Борисович (певец)
Дми́трий Бори́сович Улья́нов (род. 2 июня 1977, Челябинск, СССР) — российский оперный певец, бас, ведущий солист Московского академического музыкального театра им. К. С. Станиславского и Вл. И. Немировича-Данченко. Заслуженный артист Российской Федерации (2019). Приглашенный солист Большого Театра России, Парижской Национальной Оперы, Венской Государственной Оперы, Баварской Национальной Оперы, Национальной Оперы Нидерландов, Королевского Театра Мадрида, Театра Лисео в Барселоне, Комише-Опер в Берлине, Театра Маэстранца в Севилье, Большого Театра Женевы, Оперы Монте-Карло, Фламандской Оперы, известных оперных фестивалей в Зальцбурге и Экс-Ан-Провансе.

## Биография
Дмитрий Ульянов родился 2 июня 1977 года в городе Челябинск, в возрасте пяти лет был отобран В. А. Шереметьевым в Детскую вокально-хоровую студию «Мечта», а через три года, после переезда родителей в Екатеринбург — в детско-юношескую капеллу при Свердловской государственной детской филармонии, где и пропел первым дискантом до 13 лет. После этого увлекся драматическим театром, и вплоть до поступления в консерваторию в 1996 году сыграл множество ролей в театре-студии «Игра» на базе школьного театра.
В 2000 году закончил Уральскую Государственную Консерваторию им. М. Мусоргского (педагог — заслуженный артист РСФСР, профессор Писарев В. Ю.), и в этом же году получил Гран-при в номинации «Сольное пение» на I Международном конкурсе «Шабыт» под эгидой ЮНЕСКО в г. Астана (Казахстан).

### Начало карьеры
В 1997 году, закончив первый курс консерватории, был услышан главным дирижёром Екатеринбургского театра оперы и балета Бражником Е. В. и приглашен в труппу театра, на сцене которого и состоялся дебют Дмитрия в его первой роли на оперных подмостках — в роли Анджелотти (Дж. Пуччини «Тоска») 6 декабря 1997 года. Однако уже в 1998 году стал солистом театра Новая Опера (Москва) по приглашению главного дирижёра театра Колобова Е. В., где спел множество партий, среди которых Лоредано (Дж. Верди «Двое Фоскари»), Варлаам (М. Мусоргский «Борис Годунов») и другие. Гастролировал в составе труппы театра по многим городам России и в Европе.

### МАМТ им. Станиславского и Немировича-Данченко
В августе 2000 года перешёл в труппу Московского Академического Музыкального театра им. К. С. Станиславского и Вл. И. Немировича-Данченко, и вскоре стал одним из ведущих солистов театра. Среди исполняемых им главных партий такие, как Герман («Тангейзер» Р. Вагнера), Кутузов («Война и мир» С. С. Прокофьева), Дон Жуан («Дон Жуан» В. А. Моцарта), Линдорф-Коппелиус-Дапертутто-Миракль («Сказки Гофмана» Ж. Оффенбаха), Голова («Майская ночь» Н. А. Римского-Корсакова), Дон Базилио («Севильский цирюльник» Дж. Россини), Дон Альфонсо («Так поступают все женщины» В. А. Моцарта), Гремин («Евгений Онегин» П. И. Чайковского), Рамфис («Аида» Дж. Верди), Князь Иван Хованский («Хованщина» М. П. Мусоргского), Мельник («Русалка» А. С. Даргомыжского).
Гастролировал в составе труппы театра в Италии (Гремин — «Евгений Онегин» П. Чайковский, Триест, 2009), Германии (Дон Альфонсо — «Cosi Fan Tutte» В. Моцарта, 2006), в Латвии, Эстонии, на Кипре, в США («Богема» Дж. Пуччини, 2002; «Тоска» Дж. Пуччини, «Травиата» Дж. Верди, 2004), в Южной Корее (2003), во многих городах России (Санкт-Петербург, Екатеринбург, Самара, Саратов, Киров, Ростов-на-Дону, Чебоксары и др.).
Дважды был номинирован на Национальную театральную премию «Золотая маска» в номинации «лучшая мужская роль в опере» за роли Кутузова («Война и мир» С. Прокофьева, 2013) и Ивана Хованского («Хованщина» М. Мусоргского, 2016). Также за исполнение партии Ивана Хованского в опере «Хованщина» был удостоен звания лауреата Российской оперной премии «Casta Diva» в номинации «лучший певец года».
23 мая 2018 г. на сцене Московского Академического Музыкального театра им. К. С. Станиславского и Вл. И. Немировича — Данченко состоялся сольный концерт Дмитрия Ульянова, приуроченный к 20-летию оперной артистической деятельности. Концерт также входит в цикл симфонических концертов оркестра театра. В концерте были исполнены сцены из оперы «Борис Годунов» М. П. Мусоргского в оркестровке Д. Шостаковича, а также Симфония № 1 и «Казнь Степана Разина», вокально — симфоническая поэма на слова Евгения Евтушенко для баса, хора и оркестра Д. Шостаковича. (Дирижер — Феликс Коробов, Симфонический оркестр Музыкального театра им. К. С. Станиславского и Вл. И. Немировича — Данченко, Хор Академии хорового искусства имени В. С. Попова)

### Карьера в России
Приглашенный солист Большого Театра России с ноября 2009 года. Дебютным спектаклем стала партия Доктора в премьере оперы А. Берга «Воццек» (режиссёр — Д. Черняков, дирижёр — Т. Курентзис). Среди исполняемых партий такие, как Филипп II («Дон Карлос» Дж. Верди, реж. Э. Ноубл), Борис Тимофеевич («Катерина Измайлова» Д. Шостаковича, реж. Римас Туминас), Эскамильо («Кармен» Ж. Бизе, реж. Д. Паунтни), Дон Базилио («Севильский Цирюльник» Дж. Россини, реж. Е. Писарев), Варяжский Гость («Садко» Н. Римского-Корсакого, реж. Д. Черняков), Иван Хованский («Хованщина» М. Мусоргского, реж. Л. Баратов). Сезон 2017 / 18 гг. Дмитрий открывал на исторической сцене Большого Театра своим дебютом в роли Бориса Годунова («Борис Годунов» М. Мусоргского).
В сезоне 2018/19 Дмитрий Ульянов в ноябре на Новой сцене Большого театра России исполнил партию Дона Базилио в новой постановке оперы Дж. Россини «Севильский цирюльник» (режиссёр — Евгений Писарев, дирижёр — Пьер Джорджо Моранди). В феврале 2020 г. Дмитрий Ульянов исполнил роль Варяжского гостя в опере Н. Римского-Корсакого «Садко» в новой постановке Д. Чернякова на Исторической сцене Государственного Академического Большого театра России.
В декабре 2018 г. Дмитрий выступил на сцене Российского государственного академического театра драмы им. Ф. Волкова в г. Ярославле, где состоялась Торжественная церемония открытия Года Театра в России, а также на сцене родного театра МАМТ им. К. С. Станиславского и Вл. И. Немировича-Данченко принял участие в гала-концерте, посвященном 100-летнему юбилею театра.
Также сотрудничает с Михайловским театром, г. Санкт-Петербург, где исполнял роли Кардинала Де Броньи (Ф. Галеви «Иудейка») и Лепорелло (В. А. Моцарт «Дон Жуан»)
Сотрудничает с Новосибирским Оперным Театром — в сезоне 2008/09 принял участие в совместном проекте Новосибирского Оперного театра и Оперы Бастилии, Париж — грандиозной постановке оперы Дж. Верди «Макбет», где исполнял партию Банко на премьере в Новосибирске и позже в Опера Бастиль (Париж). Режиссёр-постановщик — Дмитрий Черняков, дирижёр-постановщик — Теодор Курентзис. В сезоне 2014/15 исполнил партию Ландграфа в «Тангейзере» Р. Вагнера (реж. Тимофей Кулябин, дир. Айнарс Рубикис)
Сотрудничает с Красноярским Оперным театром им. Дм. Хворостовского с 2023 года - в ноябре 2023 г. принял участие в новой постановке оперы М. Мусоргского «Борис Годунов» в титульной роли, реж. И. Лычагина, дир. Д. Юровский
В рамках IV Музыкального фестиваля Василия Ладюка «Опера Live» впервые в своей карьере исполнил главную роль Аттилы, в концертном исполнении оперы Дж. Верди «Аттила».
Ведет активную концертную деятельность, сотрудничает с Государственной академической хоровой капеллой им. А. Юрлова, Государственной академической симфонической капеллой под рук. В. Полянского. Сотрудничает с несколькими российскими оперными театрами (Казань, Пермь, Чебоксары).

### Зарубежная карьера
В декабре 2002 — январе 2003 участвовал в постановке оперы П. И. Чайковского «Опричник» в Кальяри (Италия). Спектакль записан на видео и CD, дир. — Г. Рождественский, реж. — Грем Вик.
В сентябре 2005 г. исполнял партию Князя Гремина («Евгений Онегин» П. Чайковского, реж. — М. Морелли, дир. — К. Карабиц) в Национальной Рейнской опере (Страсбург, Франция); в апреле 2005 г. — партию Варлаама («Борис Годунов» М. Мусоргского, реж. — Н. Жоэль, дир. — Б. Контарский) в Teatre Du Capitole (Тулуза, Франция), а также сольный концерт на сцене этого театра (концертмейстер — Е. Ульянова).
В январе 2006 г. исполнял партию Варлаама («Борис Годунов» М. Мусоргского, постановка А. Тарковского, дир. — В. Поляничко) в Опере Монте — Карло.
В феврале 2010 г. спел партию Дон Марко в опере Дж. К. Менотти «Святая с Бликер-Стрит» (дир. — Джонатан Вебб, реж. — Стефан Медкалф), в декабре 2008 г. — партию Царя («Аида»), а в декабре 2007 г. партию Дон Базилио («Севильский цирюльник») на сцене Муниципальной Оперы г. Марсель, Франция.
В сезоне 2008—2009 дебютировал в партии Томского на сцене Оперы Монте-Карло (дир. — Д. Юровский), а также принял участие в совместном проекте Новосибирского Оперного театра и Оперы Бастилии, Париж — грандиозной постановке оперы Дж. Верди «Макбет», где исполнял партию Банко на премьере в Новосибирске и позже в Опера Бастиль (Париж). Режиссёр-постановщик — Дмитрий Черняков, дирижёр-постановщик — Теодор Курентзис.
В июле 2010 года принял участие в Международном Фестивале Запрещенной музыки на сцене Муниципальной Оперы г. Марсель, где исполнил заглавную партию в концертном исполнении оперы «Шейлок» А. Финци.
В апреле 2010 года Дмитрий Ульянов исполнил партию кардинала Де Броньи в опере Ф. Галеви «Иудейка» на сцене Израильской оперы, Тель-Авив (режиссёр — Дэвид Паунтни, дирижёр — Даниэль Орен). Участвовал в постановках Муниципальной оперы г. Марселя, Оперы Монте-Карло, Национальной Рейнской оперы (Страсбург), Театра Капитолия (Тулуза) — все Франция, а также Театра Кальяри (Италия). После дебюта в феврале 2011 года на сцене Королевской оперы Мадрида (Испания) в роли Марселя в концертной постановке оперы Дж. Мейербера «Гугеноты» под руководством Ренато Палумбо Дмитрий Ульянов начал тесно сотрудничать с Театром Реал и другими испанскими театрами, такими как Театр Маэстранца в Севилье (Великий Инквизитор в опере Дж. Верди «Дон Карлос», Хундинг в «Валькирии» Р. Вагнера), фестиваль в Ла-Корунье (Спарафучиле в опере Верди «Риголетто» с Лео Нуччи в заглавной партии). В январе 2012 года Дмитрий Ульянов исполнил на сцене Театра Реал роль Короля Рене («Иоланта» П. И. Чайковского) в новой постановке режиссёра Питера Селларса и дирижёра Теодора Курентзиса. Спектакль транслировался на телеканале MEZZO и выпущен на DVD. Также на сцене Театра Реал исполнил партии Пимена («Борис Годунов» М. Мусоргского) и Банко («Макбет» Дж. Верди). В 2013 году состоялся дебют певца на сцене Оперы Бильбао в роли Прочиды в опере Верди «Сицилийская вечерня». Также исполнил партию Спарафучиля в Teatro de la Maestranza в Севилье (дирижер — Педро Хальфтер, в заглавной партии — Лео Нуччи).
В сезоне 2013 / 14 гг. продолжил активно сотрудничать с испанскими театрами. На сценe Театра Реал исполнил партию Базилио в «Севильском цирюльнике» Дж. Россини (дирижер — Томаш Ханус, режиссёр — Эмилио Саги) и принял участие в исполнении «Stabat Mater» Дж. Россини. Исполнил партию Рамфиса в «Аиде» Дж. Верди (Teatro de la Maestranza, Севилья, дирижёр — Педро Хальфтер, режиссёр — Хосе Антонио Гутьеррес). В Новом Национальном театре Токио (дир. Айнарс Рубикис) и Большом театре России (дир. Лоран Кампеллоне, реж. Дэвид Паунтни) исполнил партию Эскамильо (Ж. Бизе «Кармен»).
В сезоне 2014 / 15 гг. дебютировал в прославленном барселонском оперном театре Лисеу, исполнив партию Дона Базилио в «Севильском цирюльнике» Джоаккино Россини (дирижер — Джузеппе Финци, режиссёр — Хуан Фонт). На гастролях Московского академического Музыкального театра в Тяньцзине (Китай) спел партию Кутузова в опере С. С. Прокофьева «Война и мир» (дирижер — Феликс Коробов, режиссёр — Александр Титель). Также исполнил роль Кардинала де Броньи в «Иудейке» Ф. Галеви (Фламандская опера, Антверпен, Гент, Бельгия, дирижёры — Томаш Нетопил, Яннис Поуспоурикас, режиссёр — Петер Конвичный), Короля Рене в «Иоланте» П. И. Чайковского (Фестиваль в Экс-ан-Провансе, дирижёр — Теодор Курентзис, режиссёр — Питер Селларс).
В сезоне 2015 / 16 гг. исполнил Досифея в Оперном театре Базеля (дирижер — Кирилл Карабиц, режиссёр — Василий Бархатов), дона Базилио в Teatro de la Maestranza в Севилье (дирижер — Джузеппе Финци, режиссёр — Хосе Луис Кастро), короля Рене в «Иоланте» П. И. Чайковского (Оперный театр Лиона, дирижёр — Мартин Браббинс, режиссёр — Питер Селларс), Генерала в «Игроке» С. Прокофьева (Опера Монте-Карло, дирижёр — Михаил Татарников, режиссёр — Жан-Луи Гринда). В сезоне 2016 / 17 гг. исполнил партии Даланда в «Летучем голландце» (Фламандская опера, дирижёр — Корнелиус Майстер, режиссёр — Татьяна Гюрбача), хана Кончака и Владимира Галицкого в «Князе Игоре» (Национальная опера Нидерландов, дирижёр — Станислав Кочановский, режиссёр — Дмитрий Черняков), царя Додона в «Золотом петушке» (Театр Реал Мадрид, дирижёр — Айвор Болтон, режиссёр — Лоран Пелли).
В сезоне 2017 / 18 гг. дебютировал на Зальцбургском фестивале в партии Бориса Тимофеевича («Леди Макбет Мценского уезда» Д. Д. Шостаковича, дирижёр — Марис Янсонс, режиссёр — Андреас Кригенбург) и в Венской государственной опере в партии Генерала («Игрок» С. С. Прокофьева, дирижёр — Симона Янг, режиссёр — Каролина Грубер). В рамках IV Музыкального фестиваля Василия Ладюка «Опера Live» впервые в своей карьере исполнил главную роль Аттилы, в концертном исполнении оперы Дж. Верди «Аттила». Эту же партию в феврале 2018 г. спел на сцене концертного зала Auditorium de Lyon (Лион, Франция) в рамках Фестиваля Верди. В апреле 2018 г. спел партию Бориса Измайлова в опере «Леди Макбет Мценского уезда», с успехом дебютировав на сцене Неаполитанского театра Сан-Карло (режиссёр-постановщик — Мартин Кущей, дирижёр — Юрай Валчуя), исполнил роль Генерала на сцене оперного театра Базеля в новой постановке режиссёра Василия Бархатова оперы С. Прокофьева «Игрок».
14 июля 2018 г. на Исторической сцене Большого Театра России Дмитрий принял участие в Гала-концерте оперных звезд, посвященный закрытию Чемпионата мира по футболу, который проходил в России. Среди других участников концерта так же были — Пласидо Доминго, Анна Нетребко, Юсиф Эйвазов, Хибла Герзмава, Ильдар Абдразаков, и другие звезды мировой оперной сцены. Концерт транслировался на многомиллионную аудиторию по всему миру 1 каналом.
В феврале 2019 г. Дмитрий Ульянов с огромным успехом дебютировал на сцене зала Консертгебау в Амстердаме, впервые представив зрителям вокальный цикл М. П. Мусоргского «Песни и пляски смерти» (Дирижер — Чжань Сянь). В апреле 2019 г. зрители смогли увидеть и услышать Дмитрия в роли Бориса Тимофеевича Измайлова на сцене Парижской оперы (Режиссёр — Кшиштоф Варликовски, дирижировал оркестром Инго Метцмахер). Спектакль был записан и транслировался по телеканалу Mezzo Live HD и в кинотеатрах по всему миру. Завершился сезон 2018/2019 дебютом на сцене Национального Центра Исполнительских Искусств в Пекине оперой Ж. Оффенбаха «Сказки Гофмана», в которой Дмитрий Ульянов исполнил уже знакомые для себя партии 4-х злодеев (Линдорф, Коппелиус, Дапертутто, Доктор Миракль). Режиссёр — постановщик спектакля — Франческа Замбелло, режиссёр — Стефан Грёглер (новая версия спектакля). Дирижировал оркестром Пинхас Штейнберг.
Сезон 2019/2020 Дмитрий открыл, исполнив две разные партии на двух разных сценах, в двух различных постановках одной оперы Дж. Верди «Дон Карлос»: в сентябре 2019 г. на сцене Венской государственной оперы он исполнил партию Великого инквизитора (режиссёр — Даниэле Аббадо, дирижёр — Джонатан Дарлиндтон), а позже он исполнил на сцене мадридского Театра Реал роль короля Филиппа II (дирижеры — Никола Луизотти, Диего Гарсия Родригес, режиссёр — Дэвид Маквикар). В конце ноября и декабре 2019 г. Дмитрий принял участие в новой постановке оперы А. Бородина «Князь Игорь» на сцене Оперы Бастилии в Париже (Дирижер — Филипп Жордан, режиссёр — Барри Коски.). Там он исполнил партию балагура и смутьяна князя Галицкого. 6 и 8 марта 2020 года Дмитрий Ульянов выступил на сцене большого концертного зала Фонда Калуста Гюльбенкяна в Лиссабоне в роли Князя Гремина из оперы П. И. Чайковского «Евгений Онегин» (режиссёр — Кристины Хелин, дирижёр — Лоренцо Виотти).
После довольно долгого творческого перерыва из-за пандемии Covid-19 в мае 2021 года Дмитрий вышел на сцену Национальной оперы Лиона в роли Царя Додона из оперы Римского-Корсакова «Золотой петушок» (режиссёр — Барри Коски, дирижёр — Даниэль Рустиони). Также в июле 2021 года эта же постановка была представлена зрителям на оперном фестивале в Экс-ан-Провансе. Спектакль был записан и транслировался на цифровой платформе Medici.tv
Сезон 2021—2022 Дмитрий Ульянов открыл в сентябре 2021 года, отправившись в Большой театр Женевы (Швейцария). Там он исполнил партию Кутузова в постановке оперы C. Прокофьева «Война и мир» (режиссёр — Каликсто Биейто, дирижёр — Алехо Перес).
В ноябре 2021 года состоялись несколько выступлений в Баден-Бадене и Берлине в концертной версии оперы П. Чайковского «Мазепа» (дирижер — Кирилл Петренко, Берлинский Филармонический Оркестр), в которой Дмитрий Ульянов дебютировал в партии Кочубея.
Весной 2022 года Дмитрия ожидало долгожданное возвращение на сцену мадридского Театра Реал. Там в конце марта — начале апреля 2022 г. он исполнил партию Иогана Фауста из оперы Сергея Прокофьева «Огненный ангел» (режиссёр — Каликсто Биейто, дирижёр — Густаво Химено). Спектакль транслировался на телеканале и сайте Arte.

## Оперные партии
- Борис Годунов; Пимен; Варлаам — «Борис Годунов» М. Мусоргского
- Иван Хованский; Досифей — «Хованщина» М. Мусоргского
- Князь Галицкий; Хан Кончак — «Князь Игорь» А. Бородина
- Мельник — «Русалка» А. Даргомыжского
- Кочубей — «Мазепа» П. Чайковского
- Король Рене — «Иоланта» П. Чайковского
- Гремин — «Евгений Онегин» П. Чайковского
- Томский — «Пиковая Дама» П. Чайковского
- Царь Додон — «Золотой Петушок» Н. Римского-Корсакова
- Пан Голова — «Майская Ночь» Н. Римского-Корсакова
- Варяжский гость — «Садко» Н. Римского-Корсакова
- Собакин — «Царская невеста» Н. Римского-Корсакова
- Борис Тимофеевич — «Леди Макбет Мценского уезда» Д. Шостаковича
- Кутузов — «Война и мир» С. Прокофьева
- Фауст; Великий Инквизитор — «Огненный ангел» С. Прокофьева
- Генерал — «Игрок» С. Прокофьева

- Дон Жуан; Лепорелло; Командор — «Дон Жуан» В.-А. Моцарта
- Дон Альфонсо — «Так Поступают Все Женщины» В.-А. Моцарта
- Дон Базилио — «Севильский цирюльник» Дж. Россини
- Раймондо Бидебенд — «Лючия Ди Ламмермур» Г. Доницетти
- Филлип II; Великий Инквизитор — «Дон Карлос» Дж. Верди
- Джованни Прочида — «Сицилийская Вечерня» Дж. Верди
- Аттила — «Аттила» Дж. Верди
- Банко — «Макбет» Дж. Верди
- Феррандо — «Трубадур» Дж. Верди
- Якопо Фиеско — «Симон Бокканегра» Дж. Верди
- Отец Гуардиано — «Сила Судьбы» Дж. Верди
- Рамфис; Царь Египта — «Аида» Дж. Верди
- Спарафучиль — «Риголетто» Дж. Верди

- Эскамильо — «Кармен» Ж. Бизе
- Кардинал Де Броньи — «Иудейка» Ф. Галеви
- Марсель — «Гугеноты» Дж. Мейербера
- Линдорф, Коппелиус, Дапертутто, Доктор Миракль (или 4 злодея) — «Сказки Гофмана» Ж. Оффенбаха

- Рокко — «Фиделио» Л. Бетховена
- Доктор — «Воццек» А. Берга
- Ландграф Герман — «Тангейзер» Р. Вагнера
- Даланд — «Летучий Голландец» Р. Вагнера
- Хундинг — «Валькирия» Р. Вагнера

## Звания и премии
- 2024 — Национальная Оперная Премия «Онегин»: лауреат в номинации  «Мастер Сцены» (мужчины) за роль Мельника в спектакле «Русалка» А. Даргомыжского на сцене МАМТ им. Станиславского и Немировича-Данченко. Список лауреатов премии:
- 2015 — Российская оперная премия «Casta Diva»: лауреат в номинации «лучший певец года» за роль Ивана Хованского в спектакле «Хованщина» МАМТ им. Станиславского и Немировича-Данченко.[2]
- 2015 — Национальная театральная премия «Золотая маска»: номинация «Опера/Мужская роль» за роль Ивана Хованского в спектакле «Хованщина» МАМТ им. Станиславского и Немировича-Данченко.
- 2013 — Национальная театральная премия «Золотая маска»: номинация «Опера/Мужская роль» за роль Кутузова в спектакле «Война и мир» МАМТ им. Станиславского и Немировича-Данченко.
- 2000 — I Международный конкурс «Шабыт» под эгидой ЮНЕСКО, г. Астана, Казахстан: Гран-при конкурса в номинации «Сольное пение»